# トリニュートロン
トリニュートロン（trineutron）は、3つの中性子から構成される仮想的な粒子であり、中性子3個が結び付いた状態のもの。
存在は認められていない。短時間の存在可能性についても予想されていない。